# Niels Rasmussen (Venstre)
 Der er flere personer med dette navn, se Niels Rasmussen.
Niels Rasmussen (26. juni 1820 i Lisbjerg ved Aarhus – 16. januar 1885 i Lisbjerg-Terp) var en dansk bonde og politiker.
Han var søn af gårdejer Rasmus Sørensen (1789-1838) og Kirsten Nielsdatter (1793-1829). Han fik kun en tarvelig uddannelse i almueskolen, men forstod ved flid og selvarbejde at bøde herpå. 1843 fik han fædregården overdraget af sin stedmoder, men solgte den 1854 for at tilkøbe sig en langt større i nabobyen Terp og købte desuden 1863 nabogården til sin ny ejendom, så at han til sidst ejede over 9 tønder hartkorn. Han var 1845-49 sognefoged, sad 1851-67 i sogneforstanderskabet og 1859-83 i amtsrådet; var tillige siden 1866 landvæsenskommissær.
Men desuden virkede han også ad andre veje på landbostandens udvikling og egnens opkomst. Han var 1862 medstifter af Landbosparekassen i Aarhus, i 4 år medlem af dens bestyrelse og 1867-81 af dens repræsentantskab; endvidere 1877-81 af bestyrelsen for Aarhus-Grenaa Banen og fra 1878 indtil sin død af repræsentantskabet for Det jysk-engelske Dampskibsselskab; fik også stiftet en sygekasse for sognet (1869) og en hesteforsikringsforening (1875). Han var endvidere en virksom støtte for Lars Bjørnbak til oprettelsen af folkehøjskolen i Viby og 1866 til grundlæggelsen af Aarhus Amtstidende samt var i en lang årrække en af hans ivrigste og dygtigste kampfæller til at oparbejde den demokratiske bevægelse, men skilte sig senere fra ham og var 1882 medstifter af Aarhus Folkeblad. Han var nemlig blevet stærkt kristelig vakt og havde sluttet sig til den grundtvigske retning; var derfor også virksom for opførelsen af Valgmenighedskirken i Aarhus (indviet 1886) og højskolehjemmet sammesteds 1882 samt byggede for egne midler på sin mark et forsamlingshus. Ligeledes deltog han i 1870'erne i styrelsen af de store jyske skolemøder.
1863 valgtes han til landstingsmand for 9. kreds og genvalgtes indtil 1882; han var her en af Venstres dygtigste talsmænd, hvis ord altid hørtes med opmærksomhed, og som også fuldt ud nød modstandernes agtelse. Han var medlem af flere vigtige udvalg, især om kirke- og skoleforhold, og særlig af flere fællesudvalg, om valgmenigheder 1873 og om Hærens ordning 1880, samt 1875-81 af Finansudvalgene, og i finansspørgsmålene var han Venstres egentlige ordfører. Desuden var han 1868-70 medlem af Kirkekommissionen og 1877 en af dommerne i rigsretssagerne mod A.F. Krieger, C.C. Hall o. fl. Men da han havde været meget ivrig for det politiske forlig 1877 og ligeledes 1881 alvorlig stræbte at komme til mindelig forstålse, blev han af sine partifæller betegnet som alt for maadeholden og vraget ved de nye valg både til Landsting (1882) og amtsråd (1883), hvad han tog sig meget nær. Han døde 16. januar 1885.
Gift 11. december 1846 i Lisbjerg med Johanne Pedersdatter (25. november 1814 i Lisbjerg – 21. januar 1892 i Terp), datter af gårdmand Peder Laursen (1753-1820) og Ane Nielsdatter (ca. 1777-1843).
Der findes et træsnit af André Bork fra 1885.